# City Element
City Element je kancelářská budova na Pankráci v Praze 4, na rohu ulic Na Strži a Milevská.
Budova je součástí původních plánů na zastavění Pankrácké pláně multifunkčním centrem "City" dle architektonicko-urbanistické studie ateliéru Richard Meier & Partners, zadané v roce 1999 developerskou skupinou ECM. Ta zahrnovala jak rekonstrukci stávajících výškových budov (Motokov, nyní City Empiria, Čs. rozhlas, nyní City Tower), tak výstavbu řady nových. Firma ECM ale skončila kvůli dluhům v konkurzu a projekt byl pozastaven. Jednotlivé projekty převzali různí investoři; u některých došlo ke změně jména (City Epoque – V Tower, City Deco – Trimaran), u jiných k úplné změně projektu (City Epoque Office – Main Point Pankrác).
Budovu projektoval architektonický ateliér Aulický a Spojprojekt, a.s.; výstavba byla obnovena v roce 2015, generálním dodavatelem byla firma PP53. Budova má tvar písmene L se zeleným vnitřním atriem; poskytuje administrativní plochu zhruba 7 000 m² s variabilním uspořádáním a 185 parkovacích míst. Dokončena byla v roce 2019. Projekty Trimaran a V Tower získala v roce 2014 rakouská společnost S+B Gruppe, která je investorem této stavby. Od prosince 2018 budovu vlastní realitní divize společnosti Allianz.

## Další fotografie

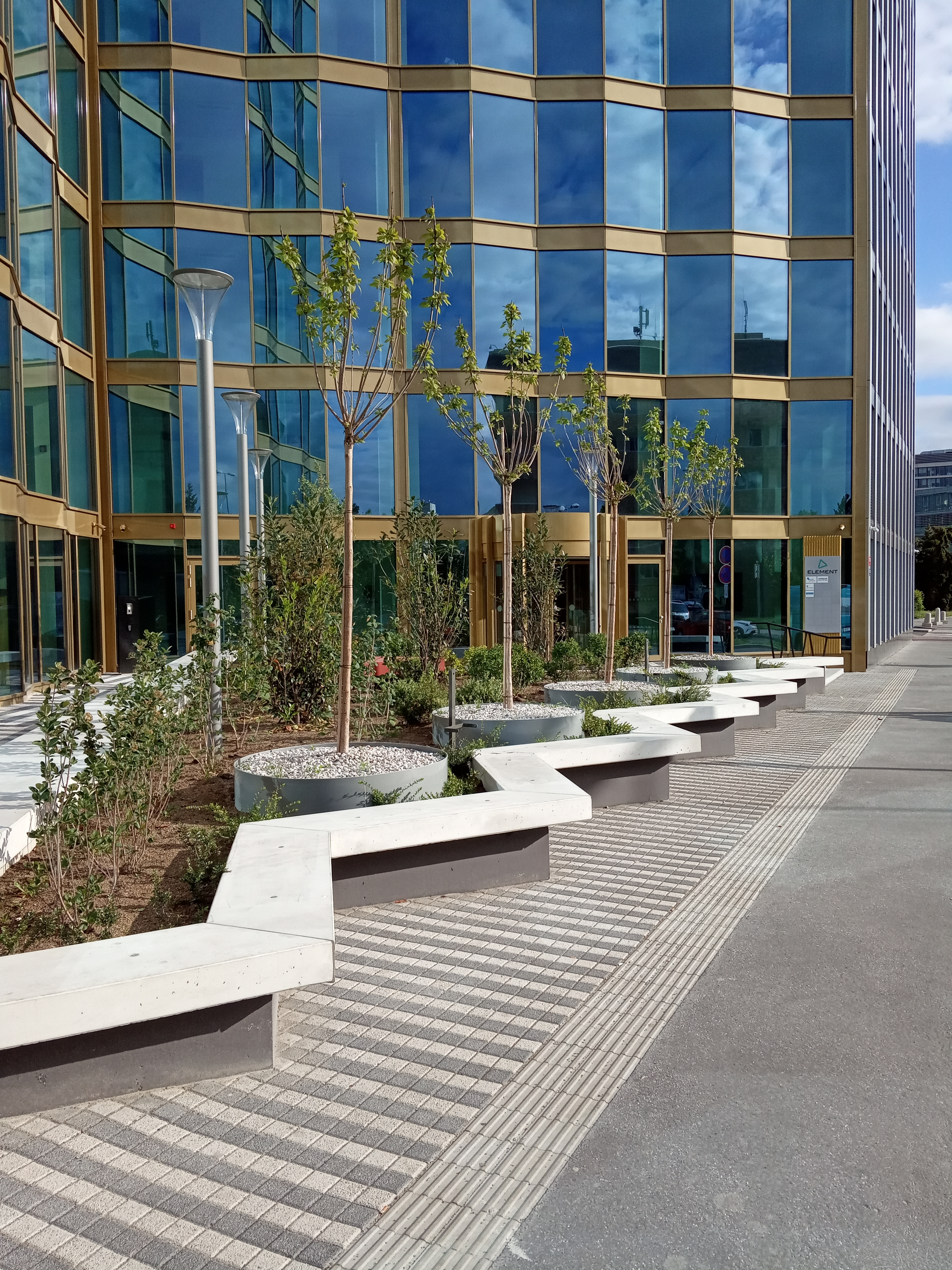
Zeleň před vstupem
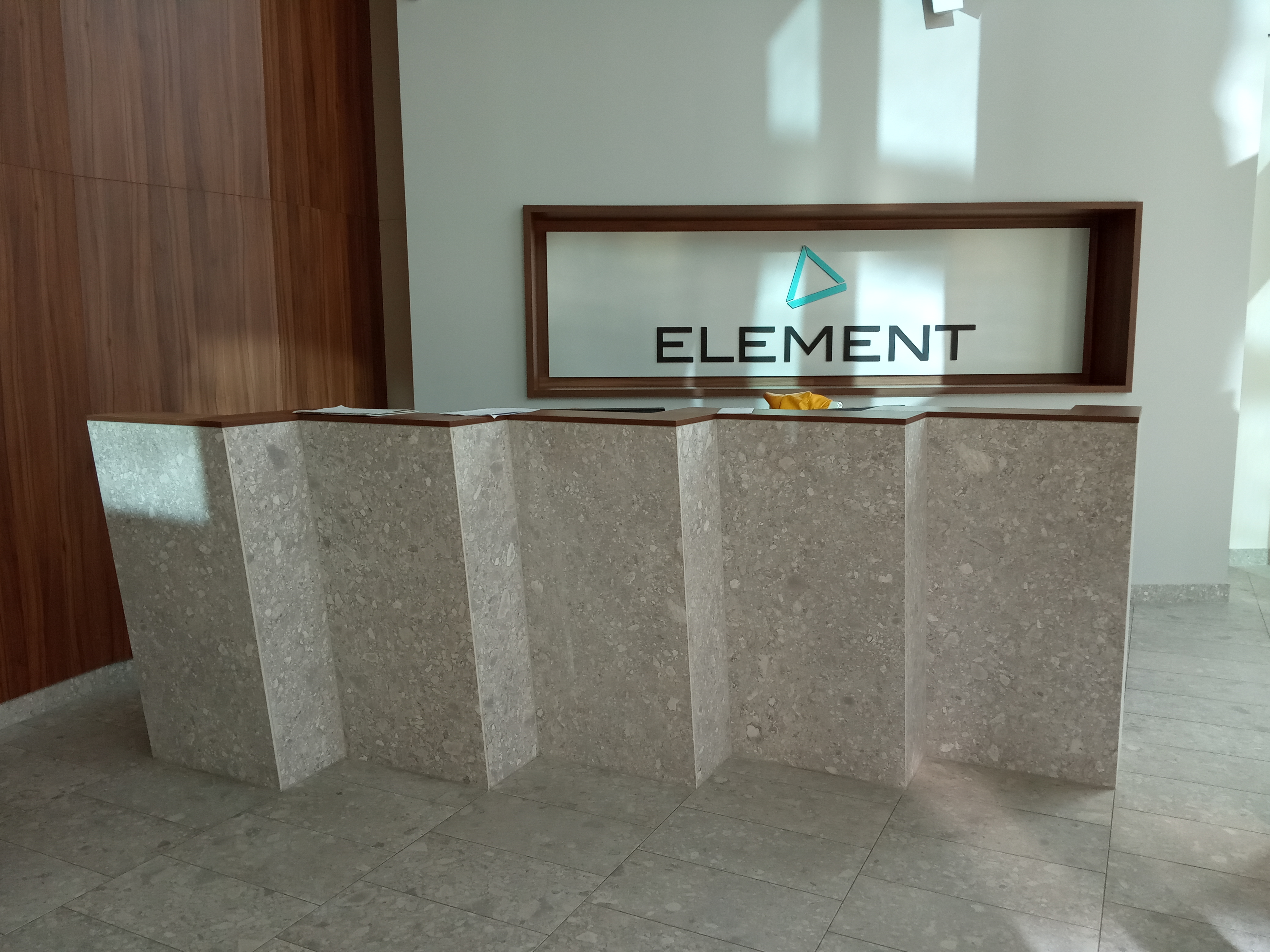
Recepce
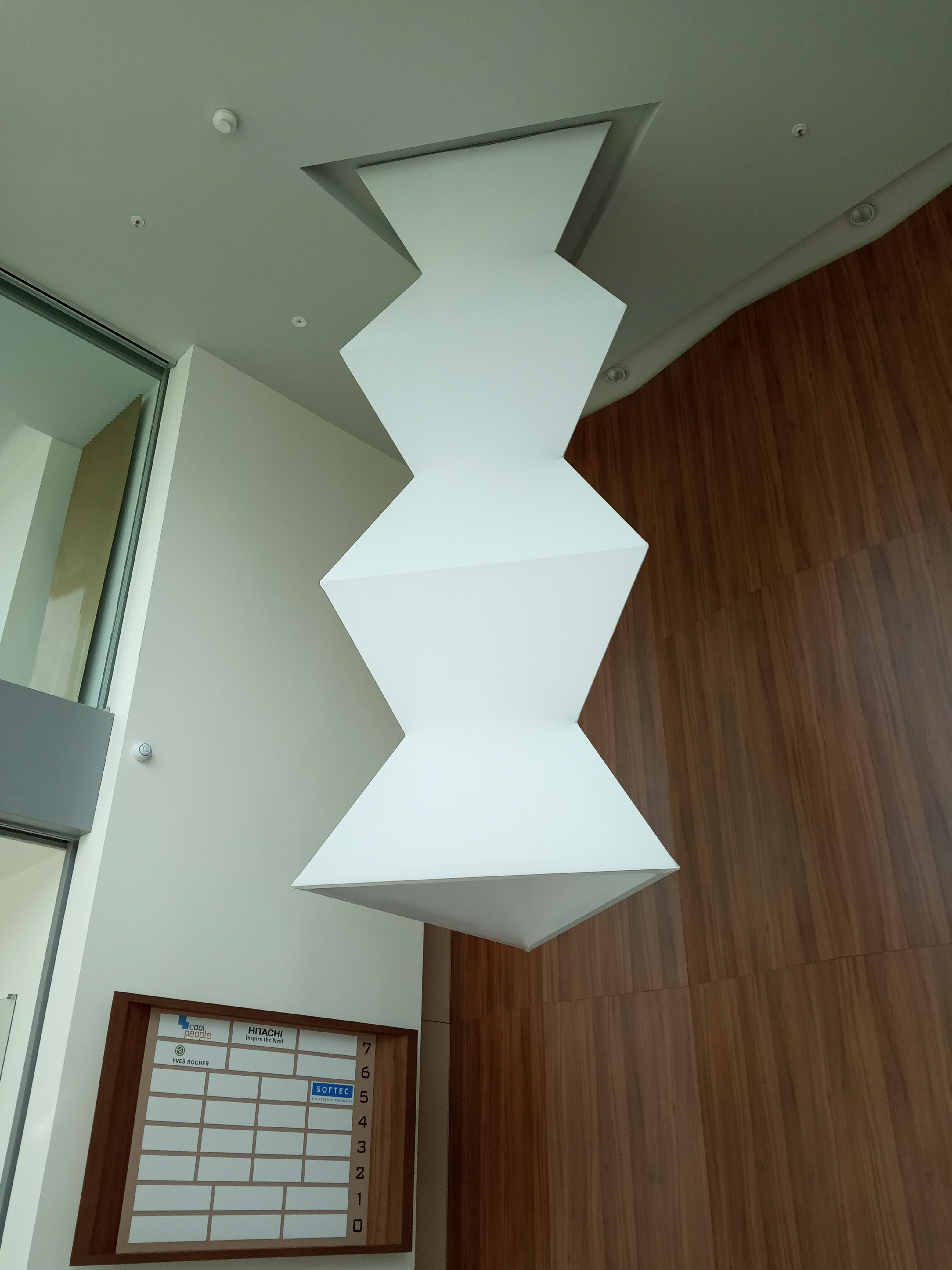
Lustr ve foyer